# Calamus brachysomus
 Calamus brachysomus és un peix teleosti de la família dels espàrids i de l'ordre dels perciformes.

## Morfologia
Pot arribar als 61 cm de llargària total.

## Distribució geogràfica
Es troba a les costes del Pacífic oriental (des del sud de Califòrnia fins al Perú).